# Provincia Belluno
Belluno este o provincie în regiunea Veneto în Italia.